# Generikum
Ein Generikum (Plural Generika) oder Nachahmerpräparat ist ein Arzneimittel, das wirkstoffmäßig mit einem bereits früher zugelassenen Arzneimittel übereinstimmt. Von dem Originalpräparat kann sich das Generikum bezüglich enthaltener Hilfsstoffe und Herstellungstechnologie unterscheiden. Es unterliegt einer vereinfachten Zulassung, bei der auf Unterlagen des Originalpräparats zurückgegriffen wird, und wird erst nach Auslaufen des patentrechtlichen Schutzes des Originalpräparats produziert. Der Name eines Generikums setzt sich zumeist aus dem generischen Namen (INN) des Wirkstoffs und dem des in Verkehr bringenden pharmazeutischen Unternehmens zusammen, doch gibt es auch Generika mit eigenen Markennamen (branded generics).
Ein Generikum soll dem Originalprodukt in dessen beanspruchten Indikationen therapeutisch äquivalent sein, d. h., es muss ihm in Wirksamkeit und Sicherheit entsprechen. Diese therapeutische Äquivalenz wird für niedermolekulare Wirkstoffe dann angenommen, wenn der statistische Vertrauensbereich der Bioverfügbarkeit eines Generikums innerhalb von 80 % bis 125 % der Bioverfügbarkeit des Originalpräparats liegt (Bioäquivalenz). In der Praxis beträgt die Abweichung vom Originalpräparat zumeist weniger als 5 %.

## Kosten
Generika sind in der Regel preiswerter als das Arzneimittel des Erstanbieters, da keine Forschungskosten anfallen und die Entwicklungskosten für ein Generikum vergleichsweise gering sind. Die Stiftung Warentest hat in einer Untersuchung im September 2004 festgestellt, dass die Preise für generische Medikamente teilweise nur ein Drittel des Originalpräparates betragen. Noch höhere Unterschiede stellte die Techniker Krankenkasse 2014 bei einem Bestandsmarktreport zur Untersuchung von Kosten und Nutzen einiger Medikamente fest. Beim Preisvergleich zwischen Originalpräparaten und Generika häufig verordneter Rheuma-Präparate waren die Originalpräparaten bis zu 20-mal teurer als vergleichbare Generika, Medikamente gegen Diabetes mellitus schlugen bis zu einem Faktor von 18 zu buche. Um Kosten zu sparen, gingen die Gesetzlichen Krankenversicherungen ab 2007 gestützt auf das Arzneimittelversorgungs-Wirtschaftlichkeitsgesetz (AVWG) dazu über, mit Hilfe von Rabattverträgen mit Arzneimittelherstellern die Apotheken zu zwingen, unabhängig von der ärztlichen Verordnung nur noch besonders preisgünstige Präparate gegen Kassenrezept auszuhändigen. Der Apotheker muss also bei bestehenden Rabattverträgen nach Maßgabe der Krankenkasse statt des namentlich verordneten Originalpräparats ein anderes, wirkstoffgleiches Medikament abgeben (ausnähmlich einer ggf. bestehenden Aut-idem-Regelung), welches sehr häufig ein Generikum darstellt.
Um den durch die pharmazeutische Forschung erzielten Nutzen nicht sofort an die Generika-Hersteller zu verlieren, sind die von den forschenden Arzneimittelherstellern (in Deutschland organisiert im Verband Forschender Arzneimittelhersteller) entwickelten Produkte durch Patente geschützt. Der Patentschutz bewirkt, dass die Originalpräparate in den ersten Jahren nach der Markteinführung keine Konkurrenz durch Generika haben. Er behindert aber auch die Nutzung billiger neuer Arzneimittel in Entwicklungsländern.

## Beispiele
Mit zu den ältesten und bekanntesten Generika gehören Acetylsalicylsäure-haltige Präparate. Der ursprünglich von der Bayer AG in Leverkusen entwickelte und in verschiedenen Arzneiformulierungen unter dem Namen Aspirin vertriebene Wirkstoff ist nunmehr Bestandteil zahlreicher Generika. Die Umsätze des von Warner-Lambert 1997 eingeführten und bis 2017 umsatzstärksten Medikaments weltweit, Lipitor (USA, Präparatename in Deutschland Sortis, Wirkstoff Atorvastatin), brachen mit Ablauf des Patentschutzes und der Einführung von Atorvastatin-Generika stark ein. Das vielfach als Lifestyle-Medikament verwendete Viagra (Pfizer; Wirkstoff Sildenafil), dessen Patente in vielen Ländern im Jahr 2013 abliefen, ist seitdem ebenfalls in Form von Generika verfügbar.
Abzugrenzen von den Generika, also Nachahmerprodukten zu den meist chemisch-synthetisch hergestellten New Chemical Entities (NCEs), sind die Biosimilars, die Nachahmerprodukte zu neuen biotechnologischen Arzneistoffen darstellen. Für sie gelten spezielle Zulassungsbedingungen, die der natürliche Variabilität und der komplexen Herstellung Rechnung tragen.

## Rechtliche Schranken für den Markteintritt von Generika
Der Markteintritt von Generika wird durch verschiedene Rechtsvorschriften beschränkt. Dazu zählen u. a. das Patentrecht und das Markenrecht, andererseits greift auch ein arzneimittelrechtlicher Unterlagenschutz für die Zulassungsunterlagen des Originalherstellers. In der Regel ist eine Markteinführung von Generika erst zehn bis 15 Jahre nach Erstzulassung des Referenzarzneimittels zulässig.
Die Laufzeit von Patenten beträgt in der Regel 20 Jahre. Da neue Arzneimittel eine lange Entwicklungszeit haben und ein zeitraubendes Zulassungsverfahren durchlaufen müssen, reduziert sich die Dauer der ökonomischen Nutzungszeit (effektive Marktexklusivität) für solche Originatorpräparate deutlich. Deswegen wurden in der Europäischen Union ergänzende Schutzzertifikate eingeführt. Nach der Verordnung (EWG) Nr. 1768/92 kann einem Patentinhaber ein solches Zertifikat für fünf Jahre erteilt werden; die Dauer der Marktexklusivität ab der ersten Arzneimittelzulassung ist auf höchstens 15 Jahre beschränkt.
Abweichend davon kann das Patent oder Schutzzertifikat um weitere sechs Monate verlängert werden, wenn das Arzneimittel für eine pädiatrische Indikation nach der Verordnung (EG) Nr. 1901/2006 (Kinderarzneimittel-Verordnung) zugelassen wird.
Unabhängig vom Patentschutz sieht das Europäische Arzneimittelrecht in der Richtlinie 2001/83/EG vor, dass ein Generikahersteller erst nach Ablauf von acht Jahren auf die in den Zulassungsunterlagen für das Referenzarzneimittel dokumentierten Ergebnisse der vorklinischen und klinischen Versuche des Originalherstellers verweisen darf (Unterlagenschutz). Es schließen sich zwei Jahre eines arzneimittelrechtlichen Vermarktungsschutzes an. Generika dürfen also erst zehn Jahre nach Zulassung des Originalpräparats in den Verkehr gebracht werden. Wenn der Originalhersteller vorher eine Zulassung in weiteren Indikationen mit bedeutendem klinischen Nutzen im Vergleich zu den bestehenden Therapien erhält, wird  der Schutz auf höchstens elf Jahre verlängert („8+2+1“-Regel).
Die Durchführung klinischer Studien durch Generikafirmen wird vom Patentschutz nicht berührt (Versuchsprivileg; Roche-Bolar-Regelung).
Durch neue Regeln möchte die EU nach eigenen Angaben europäischen Herstellern den Export von Generika und Biosimilars in Drittländer erleichtern. Nach geltendem Recht ist es in europäischen Ländern verboten, durch Patente oder durch ergänzende Schutzzertifikate geschützte Medikamente herzustellen bzw. zu verkaufen, anders als in Drittländern, in denen es kein Patentrecht gibt oder Patente abgelaufen sind. Ausschließlich für den Export gibt es ab 2019 eine Ausnahme vom Patentschutz eines Originalmedikaments, geschützte Medikamente herzustellen und in Länder ohne Patentschutz zu exportieren. Von dieser Ausnahme abgesehen, bleibt der Patentschutz vollständig bestehen.

## Zulassung von Generika
|      | Dezentrale Verfahren (MRP + DCP) | Dezentrale Verfahren (MRP + DCP) | Zentrale Verfahren | Zentrale Verfahren | Zentrale Verfahren |
| Jahr | Total                            | Generika                         | Total              | Generika           | Biosimilars        |
| ---- | -------------------------------- | -------------------------------- | ------------------ | ------------------ | ------------------ |
| 2018 | 1.314                            | 923                              | 84                 | 23                 | 9                  |
| 2017 | 1.515                            | 1.086                            | 90                 | 15                 | 17                 |
| 2016 | 1.382                            | 989                              | 114                | 31                 | 12                 |
| 2015 | 1.346                            | 985                              | 111                | 37                 | 12                 |
| 2014 | 1.046                            | 687                              | 100                | 37                 | 3                  |
| 2013 | 1.259                            | 933                              | 80                 | 12                 | 1                  |
| 2012 | 1.464                            | 1.148                            | 96                 | 21                 | 8                  |
| 2011 | 1.640                            | 1.285                            | 91                 | 34                 | 0                  |
| 2010 | 1.777                            | 1.439                            | 54                 | 20                 | 1                  |
| 2009 | 1.682                            | 1.343                            | 125                | 51                 | 0                  |
| 2008 | 1.145                            | 912                              | 72                 | 4                  | 6                  |
| 2007 | 833                              | 641                              | 65                 | 5                  | 5                  |
| 2006 | 592                              | 419                              |                    |                    |                    |
| 2005 | 954                              | 613                              |                    |                    |                    |
| 2004 | 760                              | 495                              |                    |                    |                    |
| 2003 | 529                              | 319                              |                    |                    |                    |
| 2002 | 420                              | 226                              |                    |                    |                    |
| 2001 | 443                              | 226                              |                    |                    |                    |
| 2000 | 306                              | 124                              |                    |                    |                    |

Die Zulassung von Generika läuft grundsätzlich nach denselben Prinzipien ab wie die Zulassung sonstiger Medikamente: dem Zulassungsantrag sind sowohl umfangreiche qualitative Unterlagen wie bei allen anderen Medikamenten vorzulegen als auch entsprechende klinische Daten. Für die klinischen Daten sind allerdings in der Regel Bioäquivalenzstudien ausreichend, daneben darf der Antragsteller auf die klinischen Daten des Originators Bezug nehmen („bezugnehmende Zulassung“). Seit 2002 hat die Bewertung der Bioäquivalenzstudien einer Richtlinie der Agentur zu entsprechen, welche in einer seitens der „Pharmacokinetics Working Party“ (Arbeitsgruppe des Ausschusses für Humanarzneimittel der Europäischen Arzneimittelagentur) überarbeiteten Form seit August 2010 in Kraft ist. In den USA gelten vergleichbare Anforderungen, wobei allerdings neben den allgemeinen Richtlinien über 1000 produktspezifische Richtlinien zu beachten sind (Stand Dezember 2012).
Generika können in Europa, wie andere Medikamente auch, entweder über das zentrale Zulassungsverfahren (Centralised Procedure; gilt in allen Ländern des EWR und ist für Generika nur mit spezieller Genehmigung der Europäischen Arzneimittelagentur möglich), über das dezentralisierte oder gegenseitige Anerkennungsverfahren (DCP/MRP Decentralised Procedure /Mutual Recognition Procedure; gilt wahlweise in mehreren Ländern des EWR) oder über ein nationales Zulassungsverfahren (gilt jeweils nur in einem Land) die Vermarktungserlaubnis erhalten. Der Anteil von Zulassungsanträgen für Generika am Gesamtantragsvolumen im Humanarzneimittelbereich ist beträchtlich: für die dezentralen Verfahren hat er sich 2018 bei circa 70 % eingependelt gegenüber einem Anteil von 40 % im Jahr 2000 und 80 % im Jahr 2010. Unter den 2009 bis 2011 abschließend bearbeiteten zentralen Zulassungsverfahren betrafen knapp 40 % Generika.
In den USA überwiegt der Anteil an bezugnehmenden Arzneimittelzulassungen (Abbreviated New Drug Applications, ANDA, zu deutsch etwa: Verkürzte Neu-Medikamentenbeantragung) im Gesamtvolumen deutlich. Von den 2011 durch die FDA erteilten über 700 Neuzulassungen betrafen rund 85 % Generika.

## Therapeutischer Einsatz von Generika
Generika haben heute einen festen Platz in der Arzneimitteltherapie. Grundsätzlich ist ihr Einsatz aus therapeutischer Sicht etabliert. Generika sind heute oft das wichtigste Standbein der Arzneimittelversorgung, in Deutschland waren 2008 über 60 % aller zu Lasten der Gesetzlichen Krankenversicherung verordneten Arzneimittel Generika.
Generika sind für Entwicklungsländer mit hohen HIV-Ansteckungs-Raten (speziell in Afrika) von großer Bedeutung. Während die Original-Präparate für Patienten dieser Regionen unerschwinglich sind, können vor allem Generika-Hersteller aus Indien Medikamente aufgrund geringer Lohnkosten zu erschwinglichen Preisen anbieten.
Dennoch werden etwaige Nachteile einer Behandlung mit Generika diskutiert. Bei der Therapie mit Generika können folgende Fälle auftreten:
- Neueinstellung auf einen Wirkstoff: Bei einer Neueinstellung auf einem Wirkstoff spielen eventuell existierende Unterschiede in der Bioverfügbarkeit keine Rolle, da die Dosis des Arzneimittels individuell nach Wirksamkeit und Verträglichkeit gewählt werden kann. Es bestehen, auch aus theoretischer Sicht, keine Unterschiede zwischen dem Einsatz eines Originalpräparates oder eines Generikums.
- Wechsel von einem Originalpräparat auf ein Generikum: Die von Zulassungsbehörden vorgegebenen Limits für den 90 %-Vertrauensbereich des Quotienten der für die zu vergleichenden Kenngrößen ermittelten Durchschnittswerte für Generikum und Originalpräparat betragen 80–125 %. In der Praxis sind die Abweichungen sogar deutlich geringer.[4] In der Fachöffentlichkeit wird jedoch diskutiert, ob ein solcher Wechsel bei Arzneimitteln, die für schwerwiegende Erkrankungen verordnet werden und eine enge therapeutische Breite haben, vertretbar und sinnvoll ist. Beispiele für solche Arzneimittel sind Antikonvulsiva,[30][31] Antiarrhythmika[32] oder Antikoagulantien.[33] Für Wirkstoffe mit geringer therapeutischer Breite kann daher von den Zulassungsbehörden auch ein engerer Bioäquivalenzbereich von 90–111 % gefordert werden.[23][24] Die Entscheidung erfolgt im Rahmen der Zulassung;[34] engere Grenzen sind derzeit für Tacrolimus und Ciclosporin vorgeschrieben.[35]
- Wechsel von einem Generikum auf ein anderes Generikum: Die vergleichende Untersuchung der Bioäquivalenz bezieht sich immer auf das Originatorprodukt, ein Vergleich mit anderen Generika wird nicht durchgeführt. Für Arzneistoffe mit geringer therapeutischer Breite wird daher auch diskutiert, ob eine Umstellung von einem (generischen) Präparat auf ein anderes vertretbar ist. So zeigte beispielsweise eine mehrfache Präparateumstellung (verschiedene Generika) während der Therapie der Epilepsie mit Topiramat mehr Nachteile als eine einfache Präparateumstellung.[36]

## Wirtschaftliche Bedeutung

### Schwellenländer
Einen bedeutenden wirtschaftlichen Einfluss haben die Ersatzpräparate in Schwellenländern (auch Pharmerging Markets), allen voran in den BRIC-Staaten China (Tier-1), Brasilien, Indien und Russland (Tier-2).:22 Dort decken Generika bis zu 80 % des Arzneimittelmarkts ab. Indien ist der größte Generika-Hersteller der Welt und wird zusammen mit den anderen Staaten auf dem Gebiet noch weiter wachsen. Einige Gründe dafür sind, dass sich ein steigender Bevölkerungsanteil in den Schwellenländern die Medikamente leisten kann und die Regierungen weiterhin versuchen die Kosten zu kontrollieren.
Brasilien wächst seit 2005 im Bereich Arzneimittel zweistellig. 2011 betrug das Wachstum 19 %, der Umsatz kletterte auf 26 Milliarden US-Dollar. Schätzungen zufolge wird Brasilien 2015 hinter den USA und China der drittgrößte Generika-Markt der Welt sein. Momentan werden circa 80 % der Arzneimittel-Gesamtkosten von den Verbrauchern getragen und 60 % der gesamten Ausgaben im Gesundheitswesen vom Staat übernommen. Der Anteil an Generika betrug 2002 ungefähr 5,7 % und steigerte sich 2012 auf 24 % aller verkauften Medikamente. Dies sei laut dem Leiter des Programms Farmácia Popular auf eine Werbekampagne der Regierung aus dem Jahre 1999 zurückzuführen. Der brasilianische Staat unterhält zudem ein Gesundheitsprogramm mit dem Namen Sistema Único de Saúde, kurz: SUS, welches 2012 über 25 verschiedene Arzneimittel kostenlos zur Verfügung stellt.
In Südafrika profitiert das Generika-Unternehmen Aspen Pharmacare von einem Trend, nach dem private und staatliche Krankenkassen nur die Kosten für Generika übernehmen.
Ein weiterer Grund für das anhaltende Wachstum von Generika-Herstellern ist das stetige Auslaufen von Patenten auf Markenarzneimittel. Für 2012 wird geschätzt, dass Patente mit einem Umsatzvolumen von 37 Milliarden US-Dollar auslaufen.

### Europäische Länder
Marktzahlen in Europa ab Juli 2007 zeigen, dass die Marktdurchdringung mit Generika zwischen den EU-Mitgliedstaaten stark variiert. Die Spannweite der Marktanteile (nach Umsatz) reicht von unter 20 % in Belgien, Finnland, Frankreich, Griechenland, Irland, Italien und Spanien über 20 bis 40 % in Österreich, Dänemark, Deutschland, den Niederlanden, Portugal, Schweden, Ungarn und dem Vereinigten Königreich (UK) bis hin zu über 40 % in Polen. Dabei spiele eine politische Einflussnahme eine Rolle, insbesondere dort, wo die Verschreibung von Medikamenten unter dem Arzneistoffnamen gefördert werde wie z. B. in UK. Der Marktanteil der Generika ist signifikant höher in denjenigen neuen EU-Mitgliedstaaten, welche historisch bedingt geistiges Eigentum auf nur niedrigem Niveau schützen.
Eine 2008 von der EU-Kommission eingeleitete Untersuchung zu eventuell wettbewerbsverzerrenden Bedingungen im Arzneimittelsektor ergab, dass Verbraucher nach Ablauf der Schutzfristen durchschnittlich bis zu sieben Monate auf die Markteinführung von Generika warten müssen. Die Kommission sagte den Zulassungsbehörden die Unterstützung hinsichtlich der Beschleunigung von Genehmigungsverfahren und die Überprüfung des Rechtsrahmens für die Preisfestsetzung zu und forderte die Mitgliedsstaaten auf, die rasche Markteinführung von Generika ebenfalls zu unterstützen und den Preiswettbewerb voranzutreiben. Die Maßnahmen sollen bewirken, dass die Patienten in der EU erschwingliche Arzneimittel erhalten und sollen die Wettbewerbsfähigkeit der Arzneimittelindustrie stärken.
In Deutschland ist im generikafähigen Markt, also im Markt der nicht mehr patentgeschützten Medikamente, der Anteil der Generika kontinuierlich angestiegen. Lag der Verordnungsanteil von Generika bei gesetzlich Krankenversicherten Anfang der 80er Jahre noch bei etwa 30 %, erreichte er 2002 ungefähr 75 % und 2008 etwa 85 %. Nimmt man alle Medikamente als Grundlage, lag der Verordnungsanteil von Generika 2008 bei etwa 62 %. Im weltweiten Maßstab sind dies hohe Werte.
Nach Berechnungen des deutschen Herstellerverbands Pro Generika e. V. sollen durch die Verwendung von Generika im Jahr 2008 Einsparungen von 11 Mrd. Euro in der Gesetzlichen Krankenversicherung erreicht worden sein.
Privatversicherte erhalten in Deutschland anteilig weniger Generika und dafür mehr Originalpräparate. Der Verordnungsanteil am generikafähigen Markt bei Privatpatienten beträgt etwa 46,4 %.

### Vereinigte Staaten
Generika wurden 1984 durch das Bundesgesetz 98-417 Drug Price Competition and Patent Term Restoration Act (auch Hatch-Waxman Act) gesetzlich verankert. Generika müssen, wie andere Arzneimittel auch, von der Behörde Food and Drug Administration (kurz: FDA) genehmigt werden. Die FDA stellt mit dem Orange Book ein online durchsuchbares Arzneimittelverzeichnis mit allen genehmigten Medikamenten zur Verfügung.
Der Generika-Anteil in Verordnungen betrug anfänglich (d. h. 1984) 19 % und lag 2007 bereits bei 63 %.:6 Laut dem Marktforschungsinstitut IMS Health lagen 2007 die Umsätze mit Markenmedikamenten auf dem US-Markt bei 228 Milliarden US-Dollar, mit Generika wurden 58,5 Milliarden US-Dollar (beide Werte vorläufig) umgesetzt. Damit stellten Generika ungefähr 20,5 % des US-Gesamtumsatzes. Bezogen auf den Marktanteil an verschreibungspflichtigen Medikamenten (Kurzform: Rx oder ℞) machten Generika mit circa 66,9 % den größten Anteil aus.:24
Die USA führen weltweit den Generikamarkt an.
| Rang                                        | Land           | Generika-Marktwert (in Milliarden US-Dollar) | Generika anteilig am Gesamtpharmamarkt (in %) | Generika-Marktanteil unter verordneten Medikamenten (in %) |
| ------------------------------------------- | -------------- | -------------------------------------------- | --------------------------------------------- | ---------------------------------------------------------- |
| 1.                                          | USA            | 31,7                                         | 11,01                                         | 44,62                                                      |
| 2.                                          | Deutschland    | 5,7                                          | 17,01                                         | 403                                                        |
| 3.                                          | Großbritannien | 4,5                                          | 21,71                                         | 472                                                        |
| 4.                                          | Frankreich     | 4,4                                          | 2,0                                           | 3,04                                                       |
| 5.                                          | Italien        | 3,0                                          | 27,9                                          |                                                            |
| 6.                                          | Brasilien      | 2,4                                          | 47,5                                          |                                                            |
| 7.                                          | Spanien        | 2,2                                          | 31,2                                          |                                                            |
| 8.                                          | Argentinien    | 2,0                                          | 58,6                                          |                                                            |
| 9.                                          | Mexiko         | 2,0                                          | 40,0                                          |                                                            |
| 10.                                         | Kanada         | 1,9                                          | 15,01                                         | 401                                                        |
| Anmerkungen: 1 1997, 2 1998, 3 1988, 4 1996 |                |                                              |                                               |                                                            |

### Länder mit hoher Generika-Marktdurchdringung
Im Jahr 2000 wiesen folgende Länder die höchsten Anteile an auf Generika entfallende Umsätze im Pharmamarkt auf: Bangladesch (70,9 %), Dominikanische Republik (63,0 %), Uruguay (61,5 %), Südkorea (58,7 %) und Argentinien (58,6 %).:37

## Hersteller und Verbände
Die Hersteller von innovativen, forschungsintensiven Medikamenten und von Generika bilden meist zwei scharf voneinander getrennte Gruppen innerhalb derselben Branche, da die forschenden Pharma-Unternehmen in den Generika-Produzenten lediglich Nutznießer sehen, die die Früchte ihrer eigenen Arbeit ohne Forschungsaufwand einsammeln und zu Kampfpreisen in den Markt drücken. Umgekehrt vertreten die Generika-Hersteller den Standpunkt, dass die Hersteller der Originalpräparate die hohen Preise ihrer Produkte auch dann noch einfordern, wenn die Forschungskosten sich längst amortisiert haben, wodurch das Gesundheitssystem bzw. die Kostenträger unmäßig finanziell belastet werden. Kritiker bemerken ferner, dass die Marketingausgaben die Forschungsausgaben der Pharmaunternehmen überwiegen. Allerdings produzieren immer mehr forschende Pharmaunternehmen selbst auch Generika. So ist zum Beispiel die Novartis-Tochter Sandoz mit Hauptsitz in Holzkirchen die zweitgrößte Generika-Firma der Welt. Auch Generikahersteller selber haben oft Tochterfirmen, die das inhaltsgleiche Präparat noch günstiger anbieten (z. B. gehört AbZ Pharma zu Ratiopharm und 1A-Pharma zu Hexal, die wiederum zu Novartis gehört).
Bekannte Hersteller von Generika in Deutschland sind Ratiopharm, Hexal und Stada. Bei diesen Herstellern handelt es sich um Anbieter umfangreicher Produktpaletten zu unterschiedlichen Indikationen. Über die Bedeutung der Generikaindustrie für die Gesundheitsversorgung in Deutschland informiert eine Studie aus dem Juni 2005, die die Accenture GmbH in Zusammenarbeit mit der Fachhochschule Ingolstadt durchgeführt hat.
Der Verband Pro Generika ist der wichtigste Verband der Generika-Industrie in Deutschland. Seine 17 Mitglieder decken einen Marktanteil von gut 90 Prozent der Hersteller ab, die ausdrücklich als Generikaunternehmen auftreten. Der 1986 gegründete Deutsche Generikaverband gab Ende 2012 seine Auflösung bekannt. Er vertrat vor allem die Interessen kleinerer und mittlerer Generikahersteller in Deutschland und setzte sich insbesondere für Wettbewerb durch möglichst viele Wettbewerber ein. Die Generika-Industrie in Österreich wird durch den Österreichischen Generikaverband (ÖGV), in der Schweiz durch Intergenerika vertreten.
In den USA sind die Generikahersteller in der Generic Pharmaceutical Association (GPhA) organisiert.
| Rang | Unternehmen                                    | Firmensitz             | Umsatz |
| ---- | ---------------------------------------------- | ---------------------- | ------ |
| 1.   | Mylan                                          | USA                    | 11.260 |
| 2.   | Sandoz (ehemalige Generikasparte von Novartis) | Schweiz                | 9.850  |
| 3.   | Teva                                           | Israel                 | 9.670  |
| 4.   | Sun Pharmaceutical                             | Indien                 | 4.110  |
| 5.   | Lupin Limited                                  | Indien                 | 2.270  |
| 6.   | Cipla                                          | Indien                 | 2.200  |
| 7.   | Hikma Pharmaceuticals                          | Vereinigtes Königreich | 1.800  |
| 8.   | Sawai Pharmaceutical                           | Japan                  | 1.770  |
| 9.   | Dr. Reddy’s Laboratories                       | Indien                 | 1.740  |
| 10.  | Sanofi                                         | Frankreich             | 1.690  |

## Generikakonsum aus ethischen Gründen
Vegetarisch oder gar vegan lebende Menschen greifen teilweise nicht nur primär aufgrund der günstigeren Konditionen zu Generika, sondern glauben auch, dies diene dem Tierschutz. Allerdings gilt auch hier, dass der Wirkstoff jedes Generikums ursprünglich an Tieren getestet wurde, was auch alternativmedizinische, phytotherapeutische oder generell jegliche traditionell verwendeten Präparate mit einschließt. Ferner sind wie oben erwähnt viele Hersteller, die sich auf Generika spezialisiert haben, Tochterunternehmen größerer Pharmakonzerne. Somit trifft es nur teilweise zu, dass dadurch Tierversuche vermieden werden.